# Riegos y Fuerza del Ebro
Riegos y Fuerza del Ebro, S.A., (en anglès Ebro Irrigation and Power Company Limited i alguns cops traduït al català com «Regs i Força de l'Ebre») fou una empresa hidroelèctrica filial de la Barcelona Traction, Light and Power. Dins la complexa relació entre el conglomerat d'empreses del grup, conegut com «La Canadenca», alguns cops n'és considerada una empresa instrumental o com la denominació operativa de la Barcelona Traction. Construí grans centrals hidroelèctriques a les terres de Lleida on va fer-se amb les concessions d'aigües de la Noguera Pallaresa, des de la Pobla de Segur a Camarasa: centrals de Sossís, Talarn, Reculada, Terradets i Camarasa. També va aconseguir la concessió de l'anomenat Salt de Seròs.

## Constitució de la societat
L'empresa es constituí a Toronto el 12 de setembre de 1911, el mateix dia que la Barcelona Traction, amb la denominació social de Ebro Irrigation and Power Co.Lld, amb un capital de dos milions i mig de dòlars canadencs (valorat en 513.698 lliures esterlines del 1911). El 14 de desembre del mateix any es va registrar a Barcelona com a societat espanyola, canviant el nom a Riegos y Fuerza del Ebro, S.A.
Dintre del grup de la Barcelona Traction, Riegos y Fuerza del Ebro tindria la missió de construir les centrals elèctriques i explotar-les comercialment. Altres empreses del grup s'encarregarien de l'explotació de les línies de tramvia i ferrocarril.

### Acord de novembre de 1911
El 30 de novembre de 1911 es signà un acord mitjançant el qual la Barcelona Traction traspassava a Riegos y Fuerza del Ebro les concessions hidràuliques així com els estudis necessaris per explotar-les. En contrapartida rebia totes les accions de Riegos y Fuerza del Ebro (valorades en 513.698 lliures) així com totes les obligacions que emetria, per valor de 958.767 lliures.

### Finançament de l'empresa
La principal font de finançament de Riegos y Fuerza del Ebro foren les emissions d'obligacions subscrites per la seva matriu, la Barcelona Traction. Aquesta empresa, després de les dues reestructuracions del deute de 1914 i 1918, havia deixat de captar fons als mercats internacionals. Entre 1918 i 1926 es produí un fort creixement del endeutament de Riegos y Fuerza del Ebro amb la Barcelona Traction en divises, que no guardava relació entre els recursos aportats per finançar les inversions ni les seves condicions responien a les que prevalien en els mercats de capitals.

### Dues comptabilitats
La comptabilitat de la sucursal espanyola de Riegos y Fuerza del Ebro es portava de manera separada a la comptabilitat de la central canadenca. La hisenda espanyola només tenia accés a la comptabilitat local, la qual no registrava les relaciones entre Riegos y Fuerza del Ebro i la Barcelona Traction, impedint identificar els beneficis que havent-se generat a la sucursal eren artificiosament tractats com generats a la central. Addicionalment una gran part del benefici de la sucursal era compensat per la societat central sota la forma d'interessos de préstecs atorgats a la filial, reduint artificialment els seus beneficis.
A partir de 1920 vàries reformes legals van intentar finalitzar amb aquests tripijocs fiscals, prohibint-se específicament l'absorció de beneficis locals mitjançant interessos de préstecs. Si bé a partir d'aquesta data la major part dels ingressos de Riegos y Fuerza del Ebro ja s'imputaren a la sucursal de Barcelona, la relació deutor/creditor entre Riegos y Fuerza del Ebro i Barcelona Traction no apareixia en la comptabilitat local, perquè el benefici de Riegos y Fuerza del Ebro era reduït mitjançant el pagament d'interessos i del nominal de les obligacions, que havien estat subscrites per Barcelona Traction amb un descompte del 50% del seu valor nominal. Era una pràctica clara d'evasió fiscal.

### Transferències triangulars
El pagament del deute de Riegos y Fuerza del Ebro en lliures esterlines vers la Barcelona Traction es duia a terme en dues etapes: en primer lloc Riegos y Fuerza del Ebro realitzava una transferència a la seu de la Barcelona Traction a Toronto com a pagament dels interessos dels seus propis deutes amb la societat matriu en dòlars i lliures esterlines. Seguidament Barcelona Traction des de Canadà realitzava una transferència als seus banquers britànics a Londres per fer el pagament meritat per les obligacions. Els pagaments en divises entre les dues societats es feien a través de la societat canadenca International Utilities Finance Corporation Limited, filial al 100% de Barcelona Traction.

## Les concessions de l'Ebre
El 1909, quan Carles Montañès buscava concessions d'aprofitament hidroelèctric pel seu projecte personal, va estudiar les possibilitats que oferien les vuit concessions en poder dels empresaris Ignasi Coll i Portabella i Julio Bielsa Perun, que abastaven el tram del riu Ebre entre la desembocadura del Segre fins a l'assut de Xerta. La millor opció era construir una presa de 50 metres d'alt a l'altura de Faió. Els propietaris de la concessió estaven disposats a vendre.
Davant de impossibilitat de trobar finançament local, Carles Monteñès va començar a cercar-lo a través de les seves coneixences internacionals. Va contactar amb Alfred Parrish, financer britànic. Aquest estudià el projecte conjuntament amb l'assessorament de l'enginyer Horace Field Parshall, el qual havia dissenyat la primera presa d'Assuan. El projecte avançà: Parrish comprà per mil lliures esterlines una opció de compra de les concessions, i també preparava una emissió d'obligacions per valor de 3 milions de lliures esterlines a la borsa de Londres per finançar el projecte. Però un fet inesperat ho aturà tot: el govern espanyol va mobilitzar reservistes catalans per a una guerra al Marroc, es desfermà la Setmana Tràgica a l'estiu de 1909 que acabà amb l'afusellament de Francesc Ferrer i Guàrdia en el mes d'octubre. La repercussió internacional dels fets fou molt negativa i la imatge del govern espanyol en el cercles financers britànics assolí un nou mínim, provocant un desinterès en els inversors. Parrish, que ja tenia seixanta anys, ho deixà córrer i cedí l'opció de compra de la concessió al seu gendre, el comte Corrado Emo Capodilista. Davant l'abandonament de Parrish, Parshall va contactar amb Frederick Stark Pearson i després de la seva trobada el 2 de juny de 1911 amb Carles Montañès el projecte tornà a revifar.
Es va acordar un contracte de subministre de 100.000 HP d’energia elèctrica amb un grup suec que volia instal·lar una planta productora de nitrat d'amoni, element bàsic per a certs tipus de fertilitzants. El pagament avançat del contracte permetia establir les bases financeres de la presa de Faió. A més, segons els càlculs preliminars, encara quedaven més de 240.000 HP per electrificar Barcelona.
Quan el comte Corrado Emo Capodilista s'assabentà que Pearson apadrinava el projecte, demanà als titulars de la concessió i obtingué d'ells l'allargament per un any del venciment de l'opció de compra, i en demanà 40.000 lliures esterlines. Pearson rebutjà pagar aquest preu i no volent esperar al venciment de l'opció, decidí buscar altres concessions. Anys més tard, Riegos y Fuerza del Ebro va adquirí les vuit concessions.

## Les concessions del Noguera Pallaresa

### La concessió Sert
Entre 1901 i 1907 l'industrial Domènec Sert i Badia havia obtingut a perpetuïtat tres concessions per l'aprofitament hidroelèctric de les aigües de la Noguera Pallaresa que abastaven el tram de riu de 60 kilòmetres comprès entre Pobla de Segur al nord, i Camarasa al sud. Els aprofitaments eren els següents:
- Derivar 16 metres cúbics per segon d'aigua de la Noguera Pallaresa a Pobla de Segur amb destinació a dues centrals hidroelèctriques, una a Salàs de Pallars i una altra a Talarn.
- Derivar 14 metres cúbics per segon destinats a força motriu per a una fàbrica de filats i teixits de seda a Pobla de Segur.
- Derivar 16 metres cúbics per segon destinats a una central hidroelèctrica a la Massana, al terme municipal de Llimiana.

El 8 de març de 1910 li fou concedit a Domènec Sert la unificació de les tres concessions en una de sola, davant l'escepticisme general de poder reunir els recursos econòmics necessaris per poder finançar tres salts. El nou projecte consistia en la construcció a l'aiguabarreig dels rius Flamisell i Noguera Pallaresa, a la Pobla de Segur, d'una presa des de la qual s'iniciaria canal de derivació de 60 quilòmetres de llargària per transportar un cabal d'aigua de fins a 20.000 litres d'aigua per segon fins a una futura central hidroelèctrica a construir a Camarasa.

### Irrupció de La Canadenca
Un cop abandonada la idea inicial d'adquirir la concessió d'aprofitament hidroelèctric de l'Ebre a l'altura de Faió, l'equip de Pearson va trobar l'alternativa al riu Noguera Pallaresa, adquirint la concessió de Domènec Sert. La transacció es feu l'estiu de 1911 mitjançant un contracte privat amb la Spanish Securities Company Limited, empresa tenedora de les accions de la Barcelona Traction. Com a contrapartida Domènec Sert va rebre 50.000 dòlars en accions de la Barcelona Traction i 10.000 lliures esterlines en obligacions de la mateixa societat.
Tot seguit la Barcelona Traction sol·licità substituir la presa de derivació i el canal que portaria l'aigua fins al salt ubicat al final del riu autoritzats a Domènec Sert per una gran presa situada a Talarn, a l'estret de Susterris,que que permetés regularitzar el cabal variable de riu i com a reserva d'aigua durant l'estiatge; addicionalment permetria destinar aigua potable per a la ciutat de Tremp i la construcció de dos canals addicionals per a reg, un a cada riba del riu. El canal industrial cap a la futura central a Camarasa es mantenia, i el cabal d'aigua aprofitable passava de 20.000 a 42.000 litres per segon. Es va projectar la presa de Sant Antoni i un canal de 50 kilòmetres de llargària que transcorria pel marge dret de la Noguera Pallaresa, creuant-la cap a l'esquerra al seu pas pel Congost de Terradets i s'obtenia un salt de 201,68 metres d'alçària amb una potència de 80.000 C.V. a la confluència dels rius Noguera Pallaresa i Segre, al terme de la la Maçana, poblet prop de Camarasa. Aquesta concessió, atorgada el 28 de novembre de 1912, especificava que l'aprofitament hidroelèctric es concedia a perpetuïtat, mentre que els canals de regatge havien de passar a ser propietat de la Comunitat de regants al cap de 99 anys.
La concessió declarava el projecte d'utilitat pública, és a dir, amb dret a expropiar terres per necessitats de les obres.

### Divisions de la concessió
L'any 1913, durant les obres de construcció del canal industrial, la mala qualitat del sòl entre els pobles de Puigcercós i Guàrdia de Noguera va provocar que es paralitzessin les obres. Es va sol·licitar el seu replanteig, traslladant el canal industrial al marge esquerra del Noguera Pallaresa, així com al mateix temps es sol·licitava la divisió de la concessió en tres salts diferents per poder construir-los separadament i permetre un millor aprofitament del cabal d'aigua concedit.
El 16 d'octubre de 1913 es concedí la divisió de la concessió, quedant aquesta amb els següents aprofitaments:
- Salt de Talarn, amb la central hidroelèctrica a peu de presa, ja aprovat el 28 de novembre de 1912. La presa de Sant Antoni era l'element regulador de tota la cadena de salts prevista fins al canal de Seròs. El seu dimensionament va ser calculat ja des de l'inici per emmagatzemar prou aigua a l'estiu per poder fer funcionar la central de Seròs al Segre durant l'hivern, quan els Pirineus són coberts de neu. Allò que preocupava no era l'estiatge, assegurat pel desgel de la primavera, sinó l'altre mínim pluvial, que es produeix a l'hivern.[24]
- Salt de Barcedana. A partir del traspàs del canal industrial del marge dret a l'esquerra del Noguera Pallaresa, el nou canal - canal de Gavet - discorreria fins a una nova central situada al congost de Terradets, establint la càmera d'aigua a la vall de Barcedana, la qual desaiguava a la central mitjançant un túnel de pressió en els contraforts del Montsec de Rúbies. Posteriorment, aquest salt desapareixeria i seria substituït pels de les centrals de Reculada o de Gavet, i la dels Terradets.
- Salt de Camarasa. L'aigua tenia l'origen al canal de desguàs de la central de Barcedana, i mitjançant un canal amb nombrosos túnels i obres de fàbrica arribava fins a la confluència dels rius Noguera Pallaresa i Segre a La Massana, on s'ubicava el salt. El 1917, a causa de la mala qualitat dels sòls de la zona que provocaren un augmenten extraordinàriament dels costos, es van suspendre les obres i es va replantejar el salt de Camarasa.

El març de 1919, i a causa una altra vegada de la mala qualitat del terreny, es va aprovar la divisió de l'aprofitament entre Tremp i Barcedana en dos salts, el de Gavet i el de Terradets. Si en la concessió unificada de 1910 l'aigua només s'aprofitava un cop, amb la divisió final la mateixa aigua es podia aprofitar diverses vegades, multiplicant la producció d'energia elèctrica, la inversió necessària i els beneficis. A partir de la mateixa concessió, a la central hidroelèctrica de Talarn li van seguir tres aprofitaments posteriors: la Camarasa el 1923, central de Reculada el 1931 (que corresponia al salt de Gavet), i la de Terradets el 1935.

## Les concessions del Segre
L'abril de 1912 es va comprar l'empresa Saltos del Segre, S.A., titular de les concessions d'aprofitament hidroelèctric de tres salts consecutius en el riu Segre, -Balaguer, Vilanova de la Barca i Seròs-. La concessió de Seròs possibilitaria la construcció del canal de Seròs.
Finalment, van comprar les concessions d'aprofitament hidroelèctric que posseïa Ignasi Romañà i Suari al riu de la Vansa i al curs mig del Segre el mes de novembre de 1911. Aquesta concessió fou declarada nul·la per l'administració, i no s'aprofità.
Aquestes concessions també van ser adquirides per Spanish Securities Company Limited, traspassades a la Barcelona Traction per acabar a Riegos y Fuerza del Ebro, segons l'acord de novembre de 1911.

## La compra d'empreses
Un cop constituïda la Barcelona Traction, Light & Power Company, Pearson va negociar directament amb Emil Rathenau, propietari de l'AEG, perquè aquest li vengués la seva filial Companyia Barcelonina d'Electricitat, formalitzant-se el 12 de gener de 1912 l'acord de la venda a través de Spanish Securities. Amb aquesta operació s'assolia el doble el doble objectiu d'assegurar una bona xarxa de distribució a Barcelona i la de disposar d'una central tèrmica que assegurés el subministrament d'electricitat si la futura oferta hidroelèctrica no donava l'abast.
El 1913 Spanish Securities va adquirir també el 49% d'Energia Elèctrica de Catalunya, companyia amb capital de la Compagnie Générale d'Électricité i del banc Société Suisse d'Industries Éléctriques, que construïa un ambiciós projecte de construcció de centrals a la vall Fosca, amb la central hidroelèctrica de Capdella com a primer projecte. Amb aquesta adquisició es va produir un repartiment del mercat elèctric català entre les dues societats.

## Inici de la construcció de les centrals
La construcció de centrals hidroelèctriques eren la part més crítica del negoci i la que prometia alts rendiments, atès que permetien la producció d'energia abundant amb baixos costos d'operació.

### Concessions hidroelèctriques
Obtenir les concessions d'aprofitament hidroelèctric era el primer pas necessari per poder construir les centrals hidroelèctriques. Inicialment la Barcelona Traction va intentar comprar la concessió a l'Ebre a l'altura de Faió que era en mans de Ignasi Coll i Portabella i Julio Bielsa Perun, però com demanaven una quantitat de diners exagerada, Pearson va trobar l'alternativa i va adquirir la concessió del Noguera Pallaresa en poder de Domènec Sert. Aquesta concessió seria aprofitada per a la construcció de les centrals hidroelèctriques de Talarn i la central auxiliar a Sossís, i les centrals de Reculada, Terradets i la central de Camarasa.
L'any 1912 es va comprar l'empresa Saltos del Segre, S.A., titular de la concessió d'un aprofitament hidroelèctric a la conca baixa del riu Segre. La concessió adquirida possibilitaria la construcció del canal de Seròs.
Finalment, van comprar les concessions d'aprofitament hidroelèctric que posseïa Ignasi Romañà i Suari al riu de la Vansa i al curs mig del Segre el mes de novembre de 1911.

### Centrals hidroelèctriques
Les centrals construïdes per Riegos y Fuerza del Ebro a la Noguera Pallaresa i el Segre eren salts de poc desnivell i gran cabal. El seu aprofitament requeria la construcció d'immenses preses, amb una capacitat d'emmagatzematge de centenars de milions de metres cúbics d'aigua, construïdes per efectuar una regulació anual dels cabals.

#### Talarn
El mes de novembre de 1911 s'iniciaren les obres de la central hidroelèctrica de Talarn. Es considerà que el projecte emparat per la concessió de Domènec Sert no era el més òptim, de forma que és redissenyà, dividint-lo en tres projectes separats. Mentre es refeia el projecte, es començà a treballar en els estudis topogràfics i construccions que es podien incloure dins el projecte original. El mes de novembre de 1912 es va iniciar la construcció del túnel de desviació de les aigües del Noguera Pallaresa, de forma que es pogués construir la presa. L'octubre de 1913 l'administració va aprovar la modificació del projecte, que dividia la concessió en tres parts. La construcció segons el nou projecte comença l'11 de gener de 1914. L'agost d'aquell mateix any les obres es paralitzaren per l'esclat de la Primera Guerra Mundial quan era acabat per al 40%.

#### Serós
La construcció del canal va començar el 30 de novembre de 1912 i la primera turbina va començar a funcionar l'1 d'abril de 1914, per tant es va construir en un temps record. El 4 de juny del mateix any entrà en funcionament el segon grup; el 24 d'agost, el tercer, i el 23 de setembre la central hidroelèctrica ja treballa a ple rendiment en posar-se en funcionament el quart grup.

## Efectes de la Gran Guerra
L'esclat de la Primera Guerra Mundial afectà greument les obres, perquè el flux de capital que les finançava s'interrompí. El 30 de novembre de 1914 la Barcelona Traction va suspendre el pagament dels interessos semestrals de les obligacions de la societat. A finals de 1914, els inversors europeus, exasperats per les desviacions del projecte de Talarn, van desvincular Pearson de la presidència de la Barcelona Traction i van passar el control al comitè dels obligacionistes. La presidència del consell d'administració de la Barcelona Traction passà al canadenc Edward Robert Peacock.

## La suspensió de pagaments de 1914 i Pearson
El 1914 la Barcelona Traction declarà que no podia atendre el pagament del interessos de les obligacions. Aquest fet afecta greument a Riegos y Fuerza del Ebro, que hagué d'interrompre les obres de construcció de la central hidroelèctrica de Talarn. A principis de 1915 es va constituir un comitè d'obligacionistes per reorganitzar les finances de la societat i obtenir nous fons. Com a conseqüència d'aquest enrenou, Pearson viatjava sovint entre Amèrica del Nord i Europa per apaivagar els creditors i mantenir bones relacions amb els inversors, supervisant alhora la gestió tècnica de les seves empreses restants. En un d'aquests viatges, el 7 de maig de 1915, Pearson i la seva esposa Mabel van morir quan el vaixell en el que viatjaven, el Lusitania va ser torpedejat per un submarí alemany.

### Reestructuració del deute
El 9 d'abril del mateix any es va arribar a un pla de refinançament amb la participació d'alguns proveïdors de maquinària. Edward Robert Peacock va restablir la confiança amb els inversors i les obres de la central hidroelèctrica de Talarn es van reprendre el juliol de 1915 i la central va entrar en servei al llarg de l'any 1916, encara que el projecte finalitzà de forma definitiva el 1926.

## Noves construccions
Un cop acabada la central hidroelèctrica de Talarn, es va continuar construint centrals hidroelèctriques a l'eix del Noguera Pallaresa. El 1920 s'inaugurà la central de Camarasa, el 1931 la Central hidroelèctrica de Reculada i el 1935 la de Terradets. El 1931 es posà en funcionament la Central tèrmica de Fígols.
Al Berguedà hi va construir la central tèrmica de Fígols, obres que van començar el 1929 i van tenir una durada de dos anys.

### Producció elèctrica
La producció de les centrals de Riegos y Fuerza del Ebro en el període 1913-1923 fou la següent:
| Origen producció     | 1913       | 1914        | 1915 | 1916        | 1917        | 1918        | 1919        | 1920        | 1921        | 1922        | 1923        |
| -------------------- | ---------- | ----------- | ---- | ----------- | ----------- | ----------- | ----------- | ----------- | ----------- | ----------- | ----------- |
| Generació vapor      |            | 74.000.000  |      | 7.166.958   | 5.340.725   | 5.024.361   | 80.190      | 386.530     | 32.470      | 4.904.190   | 23.581.760  |
| Generació hidràulica |            |             |      |             |             |             |             |             |             |             |             |
| Sossís               |            | 12.000.000  |      | 9.238.065   | 6.632.010   | 11.128.650  | 9.980.216   | 2.735.230   | 3.916.650   | 5.006.430   | 9.125.250   |
| Corbera              |            | 6.000.000   |      | 4.330.330   | 6.404.870   | 6.089.110   | 6.853.790   | 4.055.230   | 1.654.880   | 2.180.840   | 2.642.170   |
| Seròs                |            | 56.000.000  |      | 148.119.900 | 131.873.500 | 136.469.600 | 90.557.500  | 123.342.814 | 111.005.903 | 124.135.610 | 118.192.690 |
| Talarn               |            |             |      | 51.085.680  | 97.947.600  | 90.112.800  | 111.278.800 | 91.221.167  | 65.071.172  | 64.950.809  | 54.750.824  |
| Camarasa             |            |             |      |             |             |             |             | 21.444.100  | 56.705.160  | 77.949.782  | 76.753.293  |
| TOTAL GENERATS       |            | 148.000.000 |      | 219.940.933 | 248.198.705 | 248.824.521 | 218.750.496 | 243.184.871 | 238.386.235 | 279.127.661 | 285.045.987 |
| TOTAL VENUTS         | 70.543.810 | 113.813.000 |      |             |             |             |             | 165.924.174 | 177.452.923 | 219.084.146 | 217.117.892 |

### Clients
Evolució del nombre de clients segons el tipus de subministre.
| Tipus de submnistre | 1912   | 1913 | 1914 | 1915 | 1916   | 1917   | 1918   | 1919   | 1920   | 1921    | 1922    | 1923    |
| ------------------- | ------ | ---- | ---- | ---- | ------ | ------ | ------ | ------ | ------ | ------- | ------- | ------- |
| Llum                | 16.240 |      |      |      | 71.926 | 89.488 | 85.027 | 90.609 | 98.065 | 105.432 | 115.518 | 127.063 |
| Força               | 2.701  |      |      |      | 7.776  | 10.161 | 9.353  | 9.746  | 10.463 | 10.968  | 11.730  | 12.501  |

## La guerra civil
A causa de la guerra civil, la producció de La Canadenca es va reduir més d'un 30%, per disminució de la demanda, i també es van produir molts desperfectes en les infraestructures. Un cop finalitzada la guerra es van obrir expedients de depuració del personal, va haver-hi restriccions en el subministrament elèctric, etc.
L'any 1936, la «Barcelona Traction» va suspendre el pagament de les seves obligacions emeses amb anterioritat, i establertes majoritàriament en lliures esterlines. Quan el 1940, una vegada va finalitzar el conflicte armat, es va voler reprendre el pagament de les obligacions majoritàries, les autoritats hispanes van negar la necessària transferència de divises.

## La declaració de fallida
Un grup financer espanyol, encapçalat per Joan March i Ordinas, va adquir la propietat d'una bona part d'aquestes obligacions, i el 9 de febrer de 1948 va sol·licitar davant la jurisdicció espanyola la declaració de fallida de la societat, que va ser concedida pel jutge tres dies després.
El procediment de fallida va implicar la venda en pública subhasta el 4 de gener de 1952 de les accions de les societats filials, que pertanyien íntegrament a l'empresa en fallida (excepte la Sociedad Productora de Fuerzas Motrices, de la que poseia un 88% del capital). Van ser adjucades a una societat (FECSA) constituïda recentment i propietat del mateix grup financer espanyol que sol·licitava la fallida. Com la Barcelona Traction, Light and Power, els seus actius acabaren a FECSA.